# Siracusa Syrah
Il Siracusa Syrah è un vino a DOC che può essere prodotto nel comune di Siracusa nell'omonima provincia.

## Vitigni con cui è consentito produrlo
- Syrah per almeno l'85%
- altri vitigni a bacca rossa, idonei alla coltivazione nella Regione Siciliana per un massimo del 15%

## Tecniche produttive
Il "Siracusa Passito" deve essere ottenuto da uve passite sulla pianta o dopo la raccolta.

## Caratteristiche organolettiche
- colore: rosso rubino molto intenso, talvolta con riflessi aranciati;
- odore: intenso, persistente con sentore di frutti rossi;
- sapore : morbido, di corpo, leggermente tannico con retrogusto persistente e fruttato;

## Produzione
Provincia, stagione, volume in ettolitri